# Rune Gjestrumbakken
Rune Gjestrumbakken (Gjøvik, 23 giugno 1959) è un ex calciatore norvegese, di ruolo difensore.

## Carriera

### Club
Gjestrumbakken giocò nel Raufoss, prima di passare al Moss. Totalizzò 100 presenze e 3 reti con questa maglia, nella massima divisione norvegese. Sempre con il Moss, vinse la Coppa di Norvegia 1983.

## Palmarès

### Club

#### Competizioni nazionali
- Coppa di Norvegia: 1

Moss: 1983